# دن ریچو
دن ریچو (به انگلیسی: Dan Riccio) نایب رئیس ارشد بخش مهندسی سخت‌افزار در شرکت اپل است و مستقیماً به تیم کوک گزارش می‌دهد. ریچو در خلق بسیاری از محصولات اپل چون آیفون، آی‌مک، آی‌پاد و به ویژه آی‌پد از نسل اول آن نقش اساسی دارد. ریچو در سال ۱۹۹۸ به عنوان نایب رئیس بخش طراحی محصولات وارد اپل شد و در سال ۲۰۱۰ به عنوان نایب رئیس بخش سخت‌افزار آی‌پد منصوب شد. او پیش از پیوستن به اپل در کامپک، مدیر ارشد مهندسی مکانیک محصولات بود.